# Ньюборн, Айра
Айра Ньюборн (англ. Ira Newborn, 26 декабря 1949, Нью-Йорк, США) — американский композитор и актёр, больше известный по написанию саундтреков к фильмам. Самые известные его работы — это музыка к таким фильмам как «16 свечей», «Ох уж эта наука!», «Феррис Бьюллер берёт выходной», «Самолётом, поездом и автомобилем», «Братья Блюз», «Лоботрясы», «В ночи» и «Эйс Вентура: Розыск домашних животных». Снимался в нескольких фильмах в качестве актёра, к таковым можно отнести, например, фильм «Ксанаду», где он сыграл роль лидера музыкальной группы. 
Среди работ Ньюборна - аранжировка рекламных роликов, постановка мюзиклов на Бродвее, сведение дисков на звукозаписывающих студиях, дирижёрство. Работал с такими музыкантами, как Рэй Чарльз, Дайана Росс, Билли Джоэл и The Pointer Sisters.
Айра Ньюборн является профессором Нью-Йоркского университета, в 1972 году он получил степень бакалавра. На его творчество оказали влияние многие другие музыканты прошлого, начиная с Иоганна Себастьяна Баха с Джеймсом Брауном и заканчивая Битлами. Свою музыкальную карьеру он начинал в качестве гитариста, в молодости переиграл во многих музыкальных коллективах, пока не стал директором вокальной группы The Manhattan Transfer.